# Titularbistum Christianopolis
Christianopolis (ital.: Cristianopoli ) ist ein Titularbistum der römisch-katholischen Kirche. 
Es geht zurück auf ein frühchristliches Bistum auf dem Peloponnes, (Griechenland) gelegen und gehörte der Kirchenprovinz Patrasso an. 
| Titularbischöfe von Christianopolis |              |                                        |               |                 |
| Nr.                                 | Name         | Amt                                    | von           | bis             |
| 1                                   | Imre Kisberk | Weihbischof in Székesfehérvár (Ungarn) | 11. März 1951 | 2. Februar 1974 |